# Europees clubhonkbal 2018
Het Europees clubhonkbal in 2018 omvatte drie bekertoernooien die door de Europese Honkbalfederatie (CEB) werden georganiseerd.
1. de 55e editie van de European Champions Cup; het oudste en belangrijkste bekertoernooi dat sinds 1963 wordt georganiseerd en tot 2013 als de Europa Cup (I) bekend stond.
2. de 18e editie van de CEB Cup; in 2016 heringevoerd nadat deze eerder van 1993-2007 werd gespeeld.
3. de 3e editie van de Federations Cup; in 2016 ingevoerd.

Dit seizoen namen er 33 clubteams uit 21 landen deel in een van de drie bekertoernooien.

## Champions Cup
Dit toernooi werd van 6 tot en met 10 juni gespeeld in Rotterdam en Capelle aan den IJssel, Nederland. In het “Neptunus Familiestadion” in Rotterdam werden veertien wedstrijden gespeeld en op het hoofdveld van HSV Euro Stars in Capelle aan den IJssel vijf.
De finale in dit bekertoernooi ging na 2000 en 2003 voor de derde keer tussen Neptunus en Rimini BC, ook voor de derde keer won Neptunus deze onderlinge tweestrijd. Voor de zeventiende keer (op 55 edities) ging de bekerzege van het belangrijkste Europese honkbaltoernooi naar een Nederlandse club. Neptunus behaalde in hun dertiende finale in dit bekertoernooi hun tiende titel. De overige zeven titels gingen naar Haarlem Nicols (4x) en ADO Den Haag, Amsterdam Pirates en Kinheim Haarlem. Met de vijf zeges in de “Europa Cup II” erbij werd Neptunus tevens recordhouder met vijftien overwinningen (behaald in negentien finales) in een Europees honkbalbekertoernooi. Parma Baseball is nog recordhouder met dertien zeges in de “Europacup I”. Voor Rimini BC was dit hun veertiende finale in dit toernooi (3x bekerwinnaar) en vijftiende in totaal.
Uitslagen
| Groep A |                       |       |      |      |      |
| #       | Club                  | W - V | HUSK | PIRA | HEID |
| 1       | ASD Rimini            | 2 - 1 | 12-5 | 03-2 | 01-3 |
| 2       | Rouen Huskies         | 2 - 1 |      | 08-1 | 06-2 |
| 3       | L&D Amsterdam Pirates | 1 - 2 |      |      | 04-2 |
| 4       | VOITH Heidenheim      | 1 - 2 |      |      |      |

| Groep B |                   |       |      |      |       |
| #       | Club              | W - V | BOLO | SANM | DRAC  |
| 1       | Curaçao Neptunus  | 3 - 0 | 05-4 | 03-0 | 07-2  |
| 2       | UnipolSai Bologna | 2 - 1 |      | 12-4 | 04-1  |
| 3       | T&A San Marino    | 1 - 2 |      |      | 12-11 |
| 4       | Draci Brno        | 0 - 3 |      |      |       |

| 1e-4e plaats |                   |     |                   |
| HF           | ASD Rimini        | 2-1 | UnipolSai Bologna |
| HF           | Curaçao Neptunus  | 4-0 | Rouen Huskies     |
|              |                   |     |                   |
| 3e/4e        | UnipolSai Bologna | 8-0 | Rouen Huskies     |
| F            | Curaçao Neptunus  | 5-0 | ASD Rimini        |

| 5e-8e plaats |                               |                               |                               |
| HF           | VOITH Heidenheim              | 6-5                           | T&A San Marino                |
| HF           | Draci Brno                    | 8-0                           | L&D Amsterdam Pirates         |
|              |                               |                               |                               |
| 7e/8e        | L&D Amsterdam Pirates         | 8-3                           | T&A San Marino *              |
| 5e           | Draci Brno + VOITH Heidenheim | Draci Brno + VOITH Heidenheim | Draci Brno + VOITH Heidenheim |

## CEB Cup
Dit toernooi werd van 5 tot en met 9 juni gespeeld in Ostrava en Frýdek-Místek, Tsjechië. In Ostrava werden veertien en in Frýdek-Místek vijf wedstrijden gespeeld.
Na de eindoverwinning in de “Federations Cup” in 2017 won Borgerhout Squirrels dit jaar dit bekertoernooi door in de finale Bonn Capitals met 2-0 te verslaan. Dit was de derde Europese finale en tweede honkbalbeker voor een Belgische club. In 1976 verloor Luchtbal Greys BC in de finale van de “Europacup I” van Rimini BC. Capitals was de vijfde Duitse club in een Europese honkbalbekerfinale, samen vulden ze zeven finaleplaatsen in, waarbij alleen Cologne Dodgers in 2003 de CEB Cup won.
Uitslagen
| Groep A |                      |       |       |       |          |
| #       | Club                 | W - V | CAPI  | KNTU  | FLYE     |
| 1       | Borgerhout Squirrels | 2 - 1 | 08-11 | 06-1  | 09-4     |
| 2       | Bonn Capitals        | 2 - 1 |       | 08-10 | 11-0 (7) |
| 3       | Biothechkomanda KNTU | 2 - 1 |       |       | 09-7     |
| 4       | Therwil Flyers       | 0 - 3 |       |       |          |

| Groep B |                   |       |      |          |          |
| #       | Club              | W - V | TEMP | OLIM     | MINS     |
| 1       | Ostrava Arrows    | 3 - 0 | 07-0 | 14-0 (7) | 15-0 (5) |
| 2       | Templiers Sénart  | 2 - 1 |      | 20-11    | 17-1 (5) |
| 3       | Olimpija Karlovac | 1 - 2 |      |          | 16-13    |
| 4       | Minsk             | 10 -3 |      |          |          |

| 1e-4e plaats |                        |         |                  |
| HF           | Borgerhout Squirrels   | 6-4     | Templiers Sénart |
| HF           | Bonn Capitals          | 7-3     | Ostrava Arrows   |
|              |                        |         |                  |
| 3e/4e        | Ostrava Arrows         | 8-0 (6) | Templiers Sénart |
| F            | Borgerhout Squirrels * | 2-0     | Bonn Capitals    |

| 5e-8e plaats |                        |                        |                        |
| HF           | Therwil Flyers         | 12-1                   | Olimpija Karlovac      |
| HF           | Minsk                  | 6-4                    | Biothechkomanda KNTU   |
|              |                        |                        |                        |
| 7e/8e        | Biothechkomanda KNTU   | 5-4                    | Olimpija Karlovac *    |
| 5e           | Therwil Flyers + Minsk | Therwil Flyers + Minsk | Therwil Flyers + Minsk |

## Federations Cup

### Hoofdtoernooi
Dit toernooi werd van 11 tot en met 16 juni gespeeld in Brasschaat, België. Spanje vulde een van de twee startgerechtigde plaatsen in, Sölvesborg Firehawks (Zweden) nam de opengevallen plaats in.
De finale, de wedstrijd tussen de groepsnummers 1 en 2 om de promotieplaats naar CEB Cup, ging dit jaar tussen de verliezende finalisten van 2016 en 2017, respectievelijk Sölvesborg Firehawks en Astros Valencia. Astros zegevierde met 16-5. Voor Astros was dit ook de tweede finaleplaats. Namens Spanje was dit de zeventiende finaleplaats (door tien clubs behaald) en negende beker (behaald door zes clubs) in een van de vier Europese honkbalbekers. Ook voor Sölvesborg was het de tweede finaleplaats, voor Zweden de vierde finaleplaats, Leksand BSC won in 1996 de “Europacup II” en CB Oskarshamns was in 2002 finalist in de CEB Cup.
| Groep |                            |       |          |          |          |           |            |
| #     | Club                       | W - V | ASTR     | BRAS     | ATTN     | VIND      | APOL       |
| 1     | Sölvesborg Firehawks       | 4 - 1 | 13-2 (7) | 05-6     | 11-1 (8) | 12-0 (8)  | 11-10 (10) |
| 2     | Astros Valencia            | 4 - 1 |          | 13-2 (7) | 12-4     | 12-2 (7)  | 25-5 (6)   |
| 3     | Brasschaat Braves          | 4 - 1 |          |          | 10-0 (7) | 13-0 (7)  | 12-3       |
| 4     | Attnang-Puchheim Athletics | 2 - 3 |          |          |          | 16-15 (9) | 08-7       |
| 5     | Vindija Varazdin *         | 1 - 4 |          |          |          |           | 14-1 (7)   |
| 6     | Apollo Bratislava *        | 0 - 5 |          |          |          |           |            |

* Kroatië en Slowakije verloren hiermee een startplaats in het hoofdtoernooi van de Federations Cup voor 2019
| Finale            |          |                      |
| Astros Valencia * | 16-5 (7) | Sölvesborg Firehawks |

* Spanje verdiende hiermee een startplaats in de CEB Cup voor 2019

### Kwalificatietoernooi 1
Dit toernooi werd van 12 tot en met 17 juni gespeeld in Blagoëvgrad, Bulgarije.
| Groep |                        |       |           |          |          |           |          |
| #     | Club                   | W - V | BUFF      | LOND     | BARO     | BEOG      | ATLE     |
| 1     | Vienna Wanderers       | 5 - 0 | 08-7 (10) | 08-3 (7) | 16-0 (5) | 13-0 (7)  | 08-0 (7) |
| 2     | Buffaloes Blagoëvgrad  | 4 - 1 |           | 04-1 (5) | 18-4 (5) | 03-2      | 16-5 (7) |
| 3     | London Mets            | 2 - 2 |           |          | n.g. *   | 21-11 (7) | 11-0 (7) |
| 4     | Barons Wroclaw         | 1 - 2 |           |          |          | n.g. *    | 12-1 (7) |
| 5     | Beograd '96            | 1 - 3 |           |          |          |           | 22-5 (5) |
| 6     | CS Atletico Alexandria | 0 -5  |           |          |          |           |          |

* n.g. = niet gespeeld 
| Finale             |         |                       |
| Vienna Wanderers * | 5-1 (7) | Buffaloes Blagoëvgrad |

* Oostenrijk verdiende hiermee een startplaats in het hoofdtoernooi voor 2019

### Kwalificatietoernooi 2
Dit toernooi werd van 12 tot en met 17 juni gespeeld in Rybnik, Polen.
| Groep |                      |       |      |       |          |       |
| #     | Club                 | W - V | BARR | KAUN  | SUND     | MUST  |
| 1     | KS Silesia Rybnik    | 3 - 1 | 14-5 | 08-13 | 11-8     | 14-7  |
| 2     | Zürich Barracudas    | 3 - 1 |      | 06-0  | 15-5 (7) | 13-9  |
| 3     | Kaunas County        | 2 - 2 |      |       | 14-2 (7) | 6-10  |
| 4     | Sundbyberg           | 1 - 3 |      |       |          | 17-14 |
| 5     | Southampton Mustangs | 1 - 3 |      |       |          |       |

| Finale              |          |                   |
| Zürich Barracudas * | 15-1 (7) | KS Silesia Rybnik |

* Zwitserland verdiende hiermee een startplaats in het hoofdtoernooi voor 2019